# One Night in Bangkok
One Night in Bangkok ist ein Popsong des britischen Sängers Murray Head aus dem Jahr 1984, der von Björn Ulvaeus, Benny Andersson und Tim Rice geschrieben wurde. Er eröffnet den 2. Akt des Musicals Chess.

## Text und Musik
Das Lied besteht aus einem orchestralen Intro (Bangkok), gefolgt von Murray Heads Sprechgesang, der sarkastisch die Stadt und ihr Nachtleben dem bevorstehenden Schachgroßmeisterturnier gegenüberstellt. Er wird mehrmals durch den von Anders Glenmark gesungenen Refrain unterbrochen.
Der Songtext enthält Anspielungen auf Bangkok wie Muddy old river (Mae Nam Chao Phraya – „Chao-Phraya-Fluss“), The reclining Buddha (Die Statue von Wat Pho), Yul Brynner, bekannt aus Der König und ich, und den Sextourismus (...but the queens we use would not excite you. So you better go back to your bars, your temples, your massage parlours!, etwa: Aber die Damen, mit denen wir spielen, würden Euch nicht erregen. Also geht lieber zurück in eure Bars, eure Tempel, eure Massagesalons!). Die Thai Mass Communications Organization erließ 1985 innerhalb Thailands ein Verbot des Liedes, mit der Begründung, dass der Text „Missverständnisse über die thailändische Gesellschaft“ hervorrufe und „Respektlosigkeit gegenüber dem Buddhismus“ zeige.
Auch wird die Beliebigkeit der Orte aus der Sicht der Schachspieler deutlich (…when you play at this level there’s no ordinary venue, it’s Iceland or the Philippines or Hastings or… or this place…, etwa: Wenn man auf diesem Niveau spielt, findet das nicht an gewöhnlichen Orten statt, eher auf Island oder den Philippinen oder in Hastings oder – oder eben hier …). Das Flötensolo spielte Björn J:son Lindh.
2011 sang Mike Tyson das Lied bei einem Kurzauftritt im Film Hangover 2. Der von Tyson intonierte Titel ist ebenfalls auf dem Film-Soundtrack in einer Studioversion enthalten.

## Kommerzieller Erfolg

### Chartplatzierungen
Neben den Platzierungen in Deutschland, Österreich, der Schweiz, Großbritannien und den USA erreichte das Lied Platz 1 in Australien, Belgien, Kanada, den Niederlanden und Südafrika, Platz 2 in Neuseeland, Platz 3 in Norwegen und Schweden, zudem Platz 7 in Irland, Platz 8 in Frankreich und Platz 10 in Italien.
| ChartsChartplatzierungen       | Höchstplatzierung | Wochen |
| ------------------------------ | ----------------- | ------ |
| Deutschland (GfK)              | 1 (21 Wo.)        | 21     |
| Österreich (Ö3)                | 2 (12 Wo.)        | 12     |
| Schweiz (IFPI)                 | 1 (16 Wo.)        | 16     |
| Vereinigte Staaten (Billboard) | 3 (20 Wo.)        | 20     |
| Vereinigtes Königreich (OCC)   | 12 (16 Wo.)       | 16     |

| ChartsJahrescharts (1985)      | Platzierung |
| ------------------------------ | ----------- |
| Deutschland (GfK)              | 7           |
| Österreich (Ö3)                | 13          |
| Schweiz (IFPI)                 | 8           |
| Vereinigte Staaten (Billboard) | 54          |

### Auszeichnungen für Musikverkäufe
| Land/Region        | Auszeichnungen für Musikverkäufe (Land/Region, Auszeichnung, Verkäufe) | Verkäufe |
| ------------------ | ---------------------------------------------------------------------- | -------- |
| Deutschland (BVMI) | Gold                                                                   | 250.000  |
| Frankreich (SNEP)  | Silber                                                                 | 200.000  |
| Kanada (MC)        | Platin                                                                 | 100.000  |
| Neuseeland (RMNZ)  | Gold                                                                   | 7.500    |
| Insgesamt          | 1× Silber · 2× Gold · 1× Platin ·                                      | 557.500  |

## Coverversionen
- 1985: Louise Robey (Im Album Robey enthalten)
- 1985: Jürgen Drews (Bei Nacht in Bangkok)
- 1996: Steve Vai (Im Album Fire Garden enthalten)
- 2003: A*Teens (Im Album New Arrival enthalten)
- 2005: Vinylshakerz
- 2008: DJ Antoine
- 2011: Mike Tyson (für den Film Hangover 2)